# Мавпа Діани
Мавпа Діани (Cercopithecus diana) — вид приматів з роду Мавпа (Cercopithecus) родини мавпових (Cercopithecidae). Етимологія: мавпа названа на честь богині місяця та полювання Діани, оскільки на чолі мавпи є мітка у вигляді білого півмісяця.

## Опис
Довжина тіла самців 51–62 см, самиць 42–45 см, довжиною хвоста самців 76–90 см, самиць 52–73 см, вага самців 5–5.4 кг, самиць 4–5 кг. Це середнього розміру мавпа, з тонкими, довгими ногами і довгим хвостом, який часто здіймається в формі «знаку питання». Обличчя чорне, обрамлене білими щоками, бородою і лінією брів. Передня частина грудей і верхні частини рук також білі. Низ спини каштанового кольору. По боках є білі смуги. Самці й самиці зовні схожі, хоча самці значно більші за розміром.

## Поширення
Країни проживання: Кот-д'Івуар, Гана, Гвінея, Ліберія, Сьєрра-Леоне. Цей багато в чому деревний вид живе під пологом первинних та вторинних низовинних вологих лісів і річкових та галерейних лісів.

## Стиль життя
Вони зустрічаються в досить великих групах (від 5 до 50 особин), які складаються з одного самця, до десяти самиць і молоді. Добре відомо, що жити групами — це стратегія первинної оборони серед денних приматів, оскільки вартові можуть попередити інших, коли вони відчувають небезпеку. Мавпи Діани, здається, удосконалили цю поведінку так, що інші види приматів приходять жити з ними, щоб мати користь з їхньої пильності. Procolobus verus і Procolobus badius, як відомо, утворюють постійні вклади в групи мавп Діани. Ці відносини успішні, бо в той час як вони виграють від великих розмірів групи, вони не страждають від конкуренції за їжу, бо кожен вид має трохи іншу нішу і джерело їжі.
Розмноження цього виду, як вважають, відбувається цілий рік. Самиці народжують одне дитинча після періоду вагітності в 6 місяців. Деякі особини можуть жити до 20 років.

## Загрози та охорона
Перебуває під загрозою через полювання й деградацію та втрату місць існування. Масштабна вирубка лісів у регіоні через лісозаготівлі, перетворення в сільськогосподарські землі та виробництво деревного вугілля скорочує місця проживання, доступні для цього виду. Цей вид занесений до Додатка I СІТЕС.